# Neovulkanické pohoří

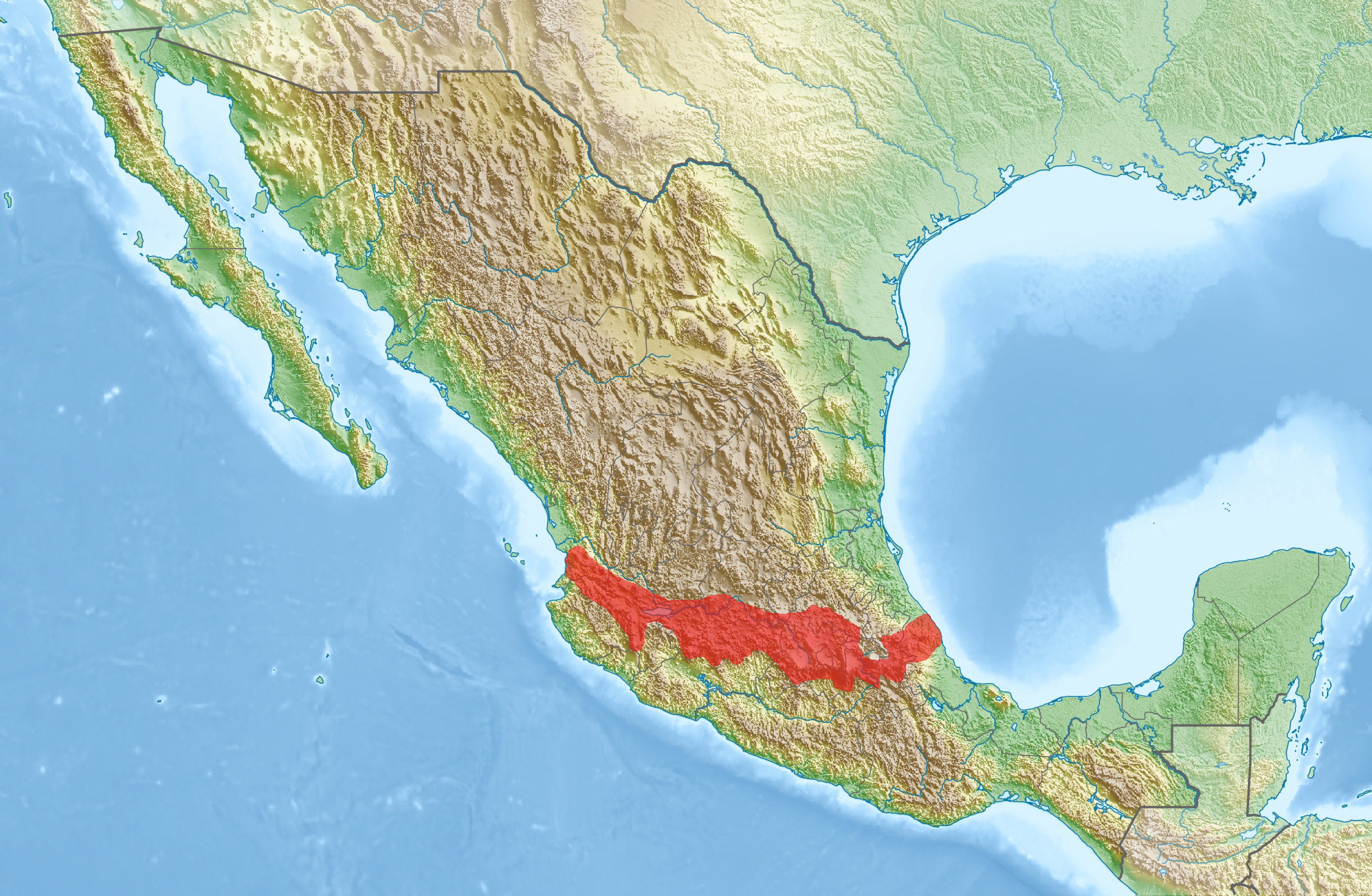
Vymezení pohoří na mapě Mexika

Neovulkanické pohoří (používané názvy též Neovulkanická Kordillera, Neovulkanická osa či Transmexický vulkanický pás) je vulkanický pás táhnoucí se v délce asi 750 km středním Mexikem od pobřeží Tichého oceánu až k Mexickému zálivu zhruba podél 19. rovnoběžky severní šířky. Řetězec sopek prochází přes státy Jalisco, Michoacán, Guanajuato, Querétaro, México, Hidalgo, Colima, Puebla, Veracruz, Tlaxcala a Distrito Federal. Menší, asi 120 km dlouhý úsek ve východní části, jehož vrcholky jsou celoročně zasněžené, nese název Sierra Nevada.Pohoří je stále v procesu vzniku a vývoje, některé z vulkánů jsou dodnes aktivní. Předpona neo- v názvu pohoří odkazuje právě na skutečnost, že zde vznikají nové vulkány a probíhá zde vulkanická činnost.
Mezi nejvýznamnější sopky v pohoří patří Volcán de Colima, Paricutín, Zinaltécatl (Nevado de Toluca), Popocatépetl, Iztaccíhuatl, Matlacuéyetl a Citlaltépetl (Pico de Orizaba).

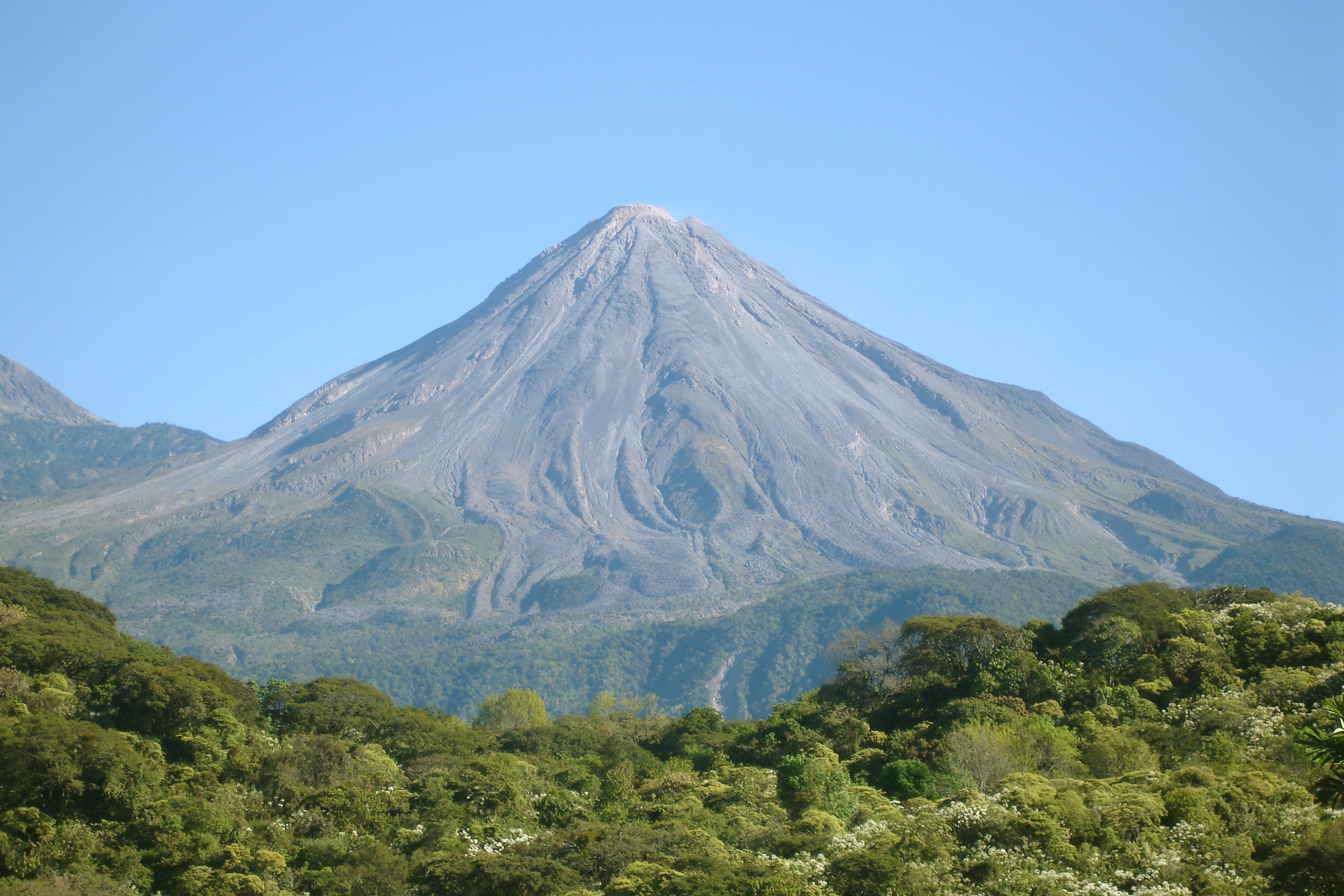
Volcán de Colima
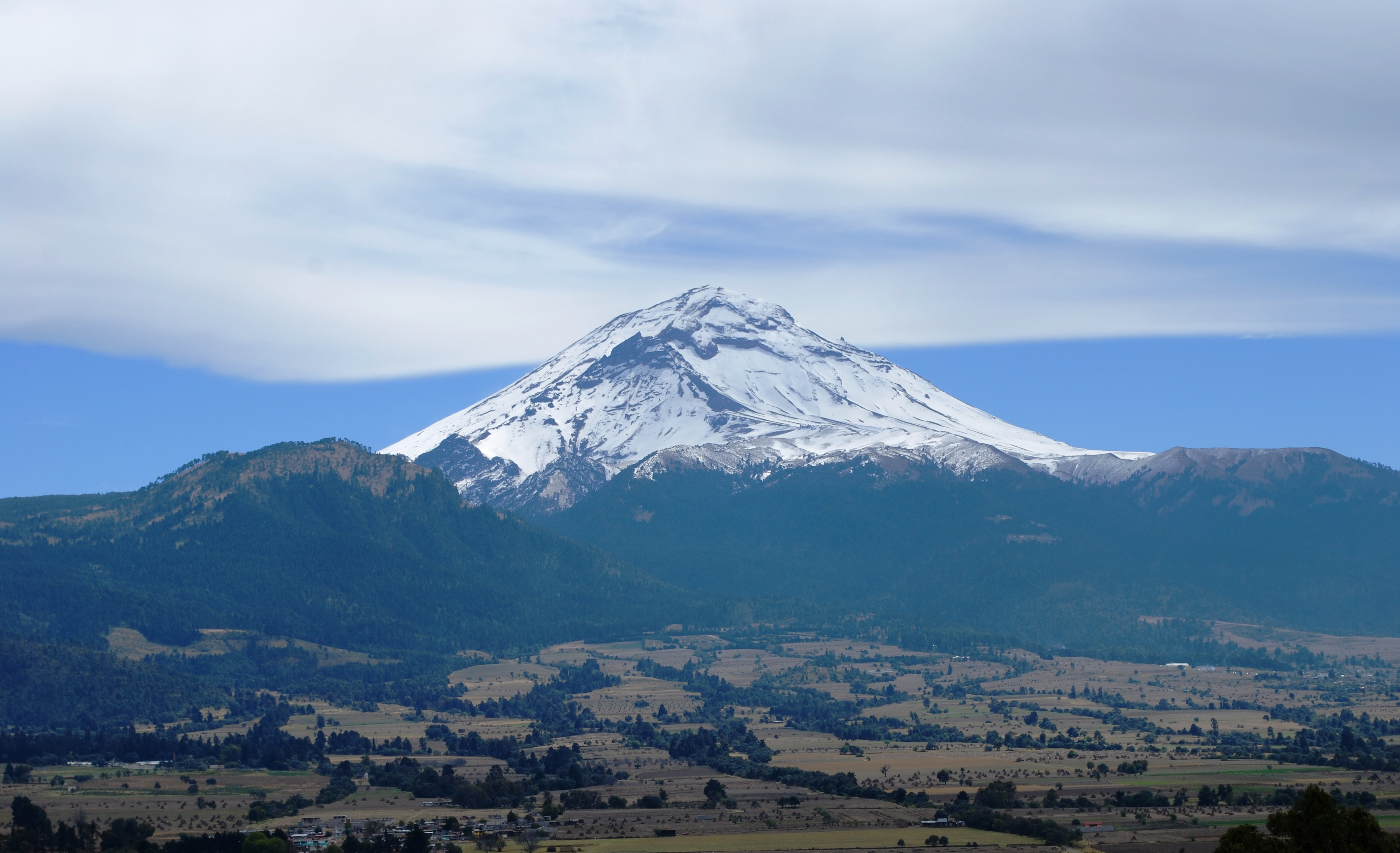
Popocatépetl
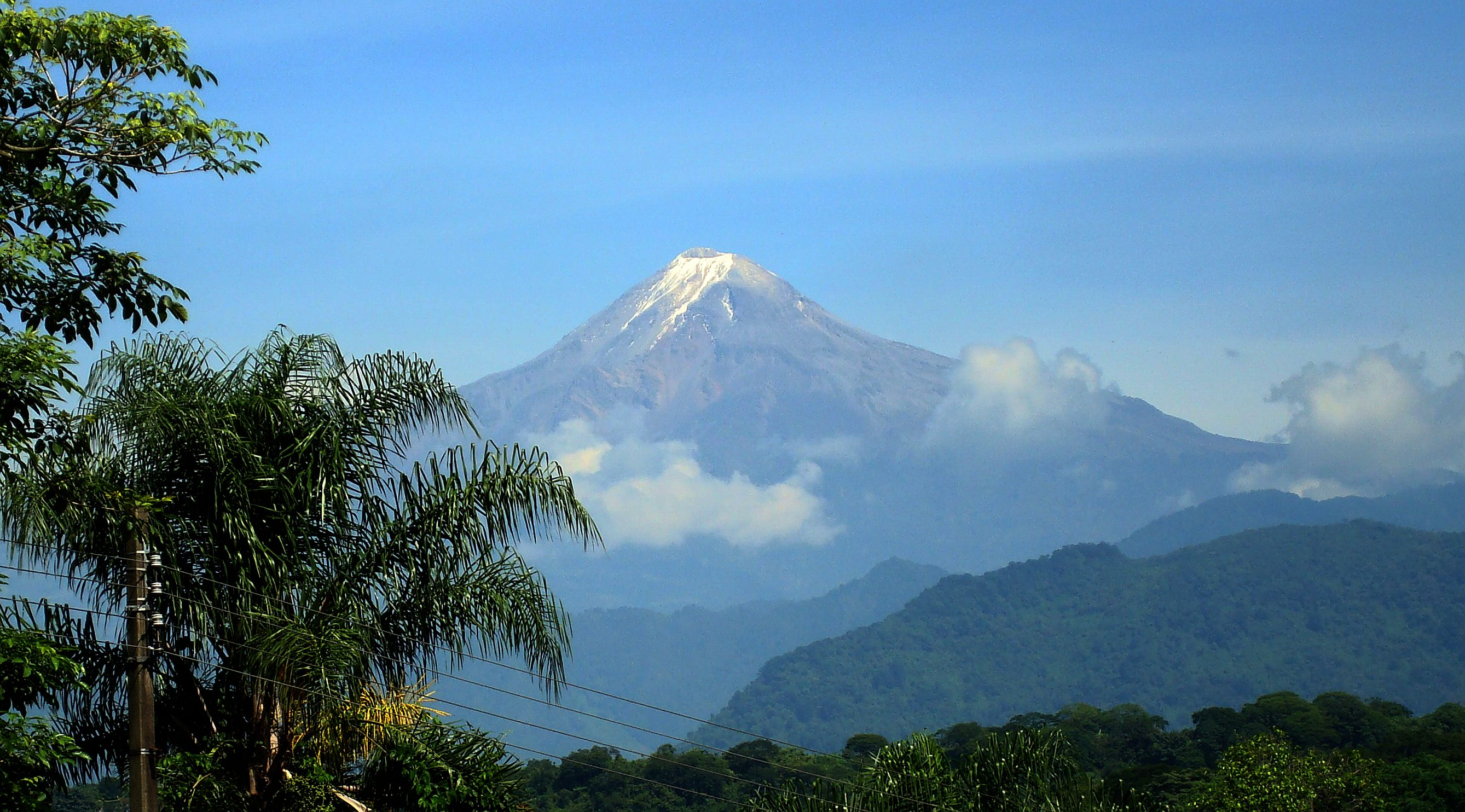
Citlaltépetl
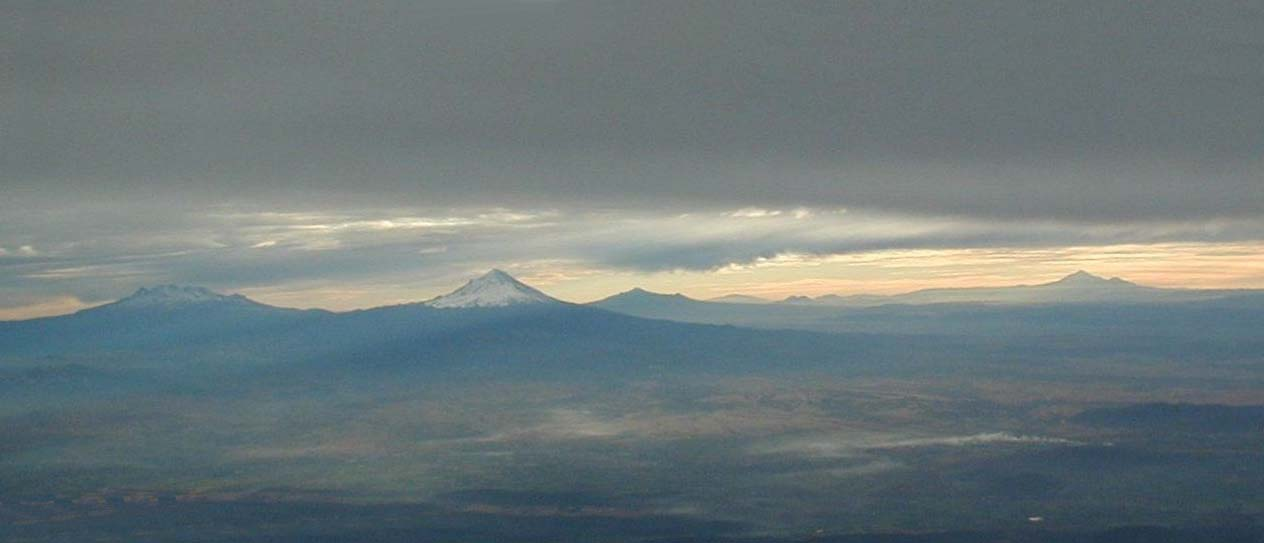
letecký snímek 6 vulkánů